# Faragó László (biológus)
Faragó László (Szeged, 1940. május 10. –) magyar biológus, növénynemesítő. Kutatási területe a gabonafélék, zöldségnövények nemesítése, növénygenetikája.

## Tanulmányai
Faragó Mihály tisztviselő és Hegyi Etelka tanárnő házasságából született. 1958-ban a szegedi mezőgazdasági technikumban érettségizett. Felsőfokú tanulmányokat a szegedi József Attila Tudományegyetem biológia-földrajz szakán folytatott, 1964-ben szerzett biológia-földrajz szakos középiskolai tanári oklevelet, 1970-ben doktorált. 1972-ben növényvédelmi szakmérnöki képzettséget szerzett, 1990-ben amerikai rendszerű menedzserképzőt végzett.

## Munkaállomásai
1964-től 1979-ig Szegeden a Dél-alföldi Kísérleti Intézet, Gabonatermesztési Kutató intézetének tudományos munkatársa. 1979-től 1990-ig Szentesen a Vetőmag Vállalat Kutató Állomásának igazgatója. 1990-től Gabonamag Kft. ügyvezető igazgatója.

## Publikációi (válogatás)

### Szakfolyóiratokban
- Növényi hormonok hatása a kender ivarára. Kender Tájék (1973)
- Hogyan kell a szemescirkot termeszteni. Növényvédelem (1974)
- Herbicidérzékenység és gyomirtó hatás vizsgálata néhány szemescirok fajtában. Magyar Mezőgazdaság (1976)
- Szemescirok hibridek vetőmagelőállítása. Vetőmaggazdálkodás (1978)

### Kötetei
- A hibrid szemescirok termesztése (1976)
- Hazai szemescirok vetőmagtermesztés technológiája (1977)
- A hibrid szemescirok. Barabás Zoltánnal (1980)[1]
- Zöldségfajták. Többekkel (1985)

## Társasági tagság
1974-től 1979-ig a MÉM Növénytermesztési Bizottságának titkára. 1979-től 1990-ig a MAE Csongrád megyei vezetőségi tagja, a Szentesi Csoport titkára. A Szegedi Akadémia Bizottság Kertészeti Regionális Szervezetének, 1980-tól az MTA Kertészeti Munkabizottságának, 1990-től a Vetőmag Kereskedők Szövetségének tagja.

## Díjak, elismerések
- Műszaki fejlesztéséért arany fokozat (Magyar-szovjet Kormányközi Bizottság, 1979)
- Vedres István-díj (1985)
- Szentesért díj arany fokozat (1986)